# Voitures pour trains express de la Deutsche Reichsbahn (types 1939 à 1943)
Les voitures pour trains express (en allemand : Eilzugwagen) des types 1939 à 1943 (souvent résumés par l’appellation Type 1942) sont une série de près de 400 voitures métalliques pour trains express mises en service par la Deutsche Reichsbahn (chemins de fer allemands) lors de la Seconde Guerre mondiale.
Elles étaient destinées aux trains express tandis que d'autres séries de voitures métalliques (les Schnellzugwagen) étaient utilisées sur les trains rapides.
À cause du conflit, le nombre de commandes fut revu à la baisse et une partie des voitures commandées ne fut jamais livrée. Un certain nombre fut utilisé comme voitures-ambulance lors du conflit.
Après la guerre, elles seront utilisées par la DB et la DR ainsi que par d'autres pays en moindre quantité (France, Pologne, Autriche, Tchécoslovaquie, Belgique...).
Leur carrière prend fin entre les années 1960 et les années 1980.

## Histoire
La catégorie des trains express (Eilzüge) apparaît en Allemagne en 1907. Il s’agit d’une catégorie à mi-chemin entre les trains directs (appelés Schnellzüge ou D-züge) et les trains de voyageurs ordinaires à arrêts fréquents (Personenzüge).
Elle permettait de relier des villes et lignes jusqu’alors non desservies par les trains rapides et pouvaient aussi amener les voyageurs vers une gare de correspondance avec ou une ville principale avec des temps de parcours réduits.

Ces trains étaient initialement formés à partir de voitures à bogies d'avant-guerre, à portières latérales, dont les plus anciennes. À partir de 1930, une première génération de près de 1500 voitures (rivetées) fut mise en service jusque 1934, suivie par une seconde génération de voitures (soudées) mises en service à partir de 1936.